# Música clásica de India
La gama de estilos y tradiciones musicales del subcontinente indio, comprende dentro de su contexto a los modernos estados de la India, Paquistán, Nepal, Bangladés y Sri Lanka, está en relación con la descendencia de orden musicoétnico. La música clásica de la India se caracteriza por sus melodías para solista o al unísono, con uso frecuente de un pedal —audible o sugerido— y ciclos rítmicos. Es inigualable por su variedad de tipos melódicos y rítmicos y por los instrumentos musicales que utiliza.
Lo que generalmente se entiende por música hindú se refiere a la tradición clásica, basada especialmente del sistema melódico "raag" y el sistema métrico "taal". Su aparición se remonta a los tiempos de los cantos de los Vedas, aunque alcanzó su formalidad durante el 500 a. C., después de sufrir diversas modificaciones tras varias invasiones.
Dos grandes vertientes son la música carnática del sur de la India, y la música clásica indostaní del norte de la India.